# Wagin
Wagin is een plaats in de regio Wheatbelt in West-Australië.

## Geschiedenis
De oorspronkelijke bewoners van de streek waren de Wilmen Nyungah Aborigines. De naam Wagin is afgeleid van het aborigineswoord Wait-Jen en betekent "plaats van de emoes" of "emoe's pootafdruk". Het werd voor het eerst opgetekend door een landmeter rond 1869/72, als benaming voor een zoutmeer gelegen ten zuiden van het huidige Wagin.
De eerste Europeaan die door de streek trok, was John Septimus Roe in 1835, op weg van Perth naar Albany. Voor de jaren 1880 leefden er amper kolonisten in de streek. Sandelhoutsnijders werkten in de bossen en enkele kolonisten vestigden zich op kavels van acht hectare of gingen een pastoral lease van ongeveer achthonderd hectare aan. Door het transport van sandelhout naar de kust voor export naar China ontwikkelde zich een pad tussen Albany en Perth. In 1841 werd er een postdienst ingelegd langs het pad dat de Albany Road werd genoemd. De overheid nam de postdienst over in 1869 en een politieagent vergezelde de postkoets die twee keer per maand uitreed. De postkoets deed er zeven dagen over. De overheid wenste meer land in gebruik te brengen en zocht naar een snellere manier van transport. Er werd beslist een spoorweg aan te leggen. York wenste ook met Albany verbonden te worden en er werd voor de nieuwe spoorweg afgeweken van de Albany Road route.
In 1889 opende de private spoorweg tussen Albany en Beverley. Ze werd aangelegd door de West Australian Land Company Ltd in ruil voor grond en stond bekend als de Great Southern Railway. De onderneming slaagde er maar moeilijk in de gronden aan kolonisten te verkopen en rendabel te worden. Er werd een postkantoor gebouwd in 1893 naar een ontwerp van George Temple-Poole. De overheid kocht de spoorweg en gronden op in 1896. De streek begon zich te ontwikkelen. Wagin Lake werd een station op de lijn. De plaats Wagin werd opgemeten en in 1897 officieel gesticht.
Tussen 1900 en 1914 steeg de vraag naar grond langs de spoorweg. Wagin ontwikkelde zich snel en kreeg een Roads Board in 1905. Het jaar erop werd de plaats officieel een gemeente. Honderdnegentig kinderen schreven zich dat jaar in de plaatselijke school in. In 1907 werd een spoorweg naar Dumbleyung aangelegd. Deze werd in 1912 verlengd tot Kukerin tachtig kilometer verderop. In de jaren 1930 werd de eerste uitzendtoren van het zuidwesten van West-Australië in Wagin rechtgetrokken. De ABC-toren was tweehonderd meter hoog. De eerste uitzending geschiedde op 7 december 1936. In de jaren 1970/80 viel de bedrijvigheid op de Great Southern Railway serieus terug.

## Beschrijving
Wagin ligt in een landbouwdistrict. Tarwe, gerst, haver, koolzaad en lupinen zijn de belangrijkste productiegewassen. De schapen- en runderteelt is ook van belang. De plaats heeft een medisch centrum en een landingsbaan die in 2010/11 werd opgewaardeerd voor de Royal Flying Doctor Service. Wagin heeft een zwembad, verschillende andere sportfaciliteiten en een basisschool. Er worden verschillende erediensten verzorgd en er zijn enkele serviceclubs. De lokale krant heet de Wagin Wool Press en er is een lokaal radiostation. Wagin is een verzamel- en ophaalpunt voor de oogst van de graanproducenten aangesloten bij  de Co-operative Bulk Handling Group.
In 2021 telde Wagin 1.448 inwoners, tegenover 1.427 in 2006.

## Toerisme

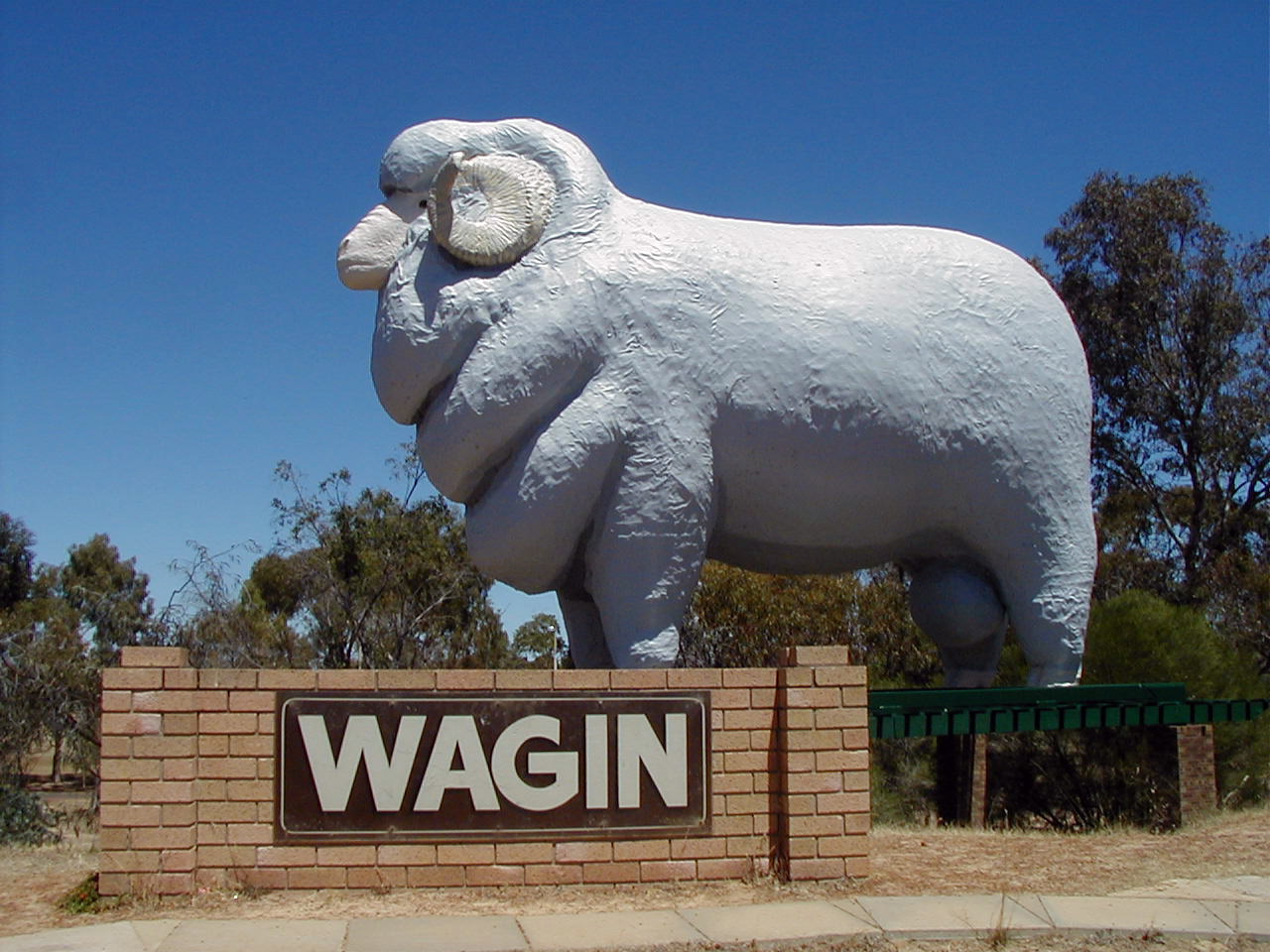
De Giant Ram, Een sculptuur van een ram in Wagin

- De Giant Ram is een negen meter hoog beeld in staal en glasvezel van een ram. De ram is sinds 1985 een toeristische trekpleister en werd opgericht om Wagin's aandeel in de veredeling van de Merino te eren.[9]
- Wagin Historical Village is een openluchtmuseum en toont een boerendorp uit de tijd van de pioniers.[10]
- Wagin Woolorama is een grote landbouwjaarmarkt die doorgaat in de maand maart.[10]
- De Wait-Jen Trail is een tien kilometer lang wandelpad met informatiepanelen over de cultuur en geschiedenis van de Wilmen Aborigines.[2]

## Transport
Wagin ligt 225 kilometer ten zuidoosten Perth, 50 kilometer ten zuiden van Narrogin en 53 kilometer ten noorden van Katanning, op het kruispunt van de Great Southern Highway en State Route 107. De GS2 en GE1-busdiensten van Transwa, tussen respectievelijk Perth en Albany en Perth en Esperance, doen Wagin enkele keren per week aan.
De Great Southern Railway loopt door Wagin. De spoorweg maakt deel uit van het goederenspoorwegnetwerk van Arc Infrastructure. Er rijden geen reizigerstreinen.
Wagin heeft een startbaan: Wagin Airport (ICAO: YWGN).

## Klimaat
Wagin kent een warm mediterraan klimaat, Csa volgens de klimaatclassificatie van Köppen, met hete droge zomers en koele vochtige winters.
| Maand                                  | jan  | feb  | mrt  | apr  | mei  | jun  | jul  | aug  | sep  | okt  | nov  | dec  | Jaar  |
| -------------------------------------- | ---- | ---- | ---- | ---- | ---- | ---- | ---- | ---- | ---- | ---- | ---- | ---- | ----- |
| Gemiddeld maximum (°C)                 | 31,1 | 30,4 | 27,7 | 23,7 | 19,5 | 16,4 | 15,4 | 16,1 | 18,2 | 22,0 | 25,8 | 29,3 | 23,0  |
| Gemiddeld minimum (°C)                 | 14,6 | 14,9 | 13,5 | 10,8 | 7,9  | 6,2  | 5,6  | 5,7  | 6,2  | 7,9  | 10,7 | 12,9 | 9,7   |
|                                        |      |      |      |      |      |      |      |      |      |      |      |      |       |
| Neerslag (mm)                          | 12,9 | 16,1 | 20,7 | 28,4 | 53,7 | 71,3 | 70,0 | 56,8 | 41,1 | 28,9 | 17,9 | 13,3 | 431,1 |
| Regendagen (dag)                       | 1,5  | 1,6  | 2,2  | 3,6  | 6,7  | 8,9  | 9,5  | 8,6  | 6,7  | 4,8  | 2,9  | 1,7  | 58,7  |
| Relatieve luchtvochtigheid (%)         | 30   | 31   | 36   | 43   | 53   | 60   | 62   | 59   | 53   | 43   | 34   | 29   | 44,5  |
| Bron: Australian Bureau of Meteorology |      |      |      |      |      |      |      |      |      |      |      |      |       |

Aldersyde · Amery · Ardath · Arthur River · Baandee · Babakin · Badgingarra · Badjaling · Bailup · Bakers Hill · Balkuling · Ballaying · Ballidu · Beacon · Beenong · Beermullah · Bejoording · Belka · Bencubbin · Bendering · Benjaberring · Beverley · Bilbarin · Bindi Bindi · Bindoon · Bodallin · Bolgart · Bonnie Rock · Boolading · Booraan · Brookton · Bruce Rock · Bullaring · Bullfinch · Bulyee · Bungulla · Buntine · Burakin · Burracoppin · Cadoux · Calingiri · Campion · Caraban · Carrabin · Cataby · Cervantes · Chandler · Chittering · Clackline · Cold Harbour · Congelin · Coomberdale · Copley · Corrigin · Cowcowing · Crossman · Cuballing · Culbin · Cunderdin · Dalwallinu · Dandaragan · Dangin · Darkan · Dattening · Dongolocking · Doodlakine · Dowerin · Dudinin · Dumbleyung · Duranillin · Dwarda · Ejanding · Elabbin · Erikin · Gabbin · Gingin · Goomalling ·  Grass Valley · Greenhills · Guilderton · Gwambygine · Harrismith · Highbury · Hines Hill · Holt Rock · Hyden · Jelcobine · Jennacubbine · Jennapullin · Jitarning · Jurien Bay · Kalannie · Karlgarin · Kellerberrin · Kondinin · Kondut · Koojan · Koolyanobbing · Koorda · Korbel · Korrelocking · Kukerin · Kulin · Kulja · Kulyaling · Kunjin · Kununoppin · Kweda · Kwelkan · Kwolyin · Lancelin · Lake Brown · Lake Grace · Lake King · Ledge Point · Manmanning · Marvel Loch · Meckering · Meenaar · Merredin · Miling · Minnivale · Mogumber · Mokine · Moodiarrup · Mooliabeenee · Moora · Moorine Rock · Moorumbine · Moulyinning · Mount Hardey · Mount Kokeby · Mount Walker · Muchea · Mukinbudin · Muntadgin · Nalya · Nangeenan · Narembeen · Narrogin · New Norcia · Newdegate · Nilgen · Nokaning · North Bannister · Northam · Nukarni · Nungarin · Pantapin · Piawaning · Piesseville · Pingaring · Pingelly · Pithara · Popanyinning · Quairading · Quindanning · Regans Ford · Seabird · Shackleton · Southern Cross · Spencers Brook · Tammin · Tincurrin · Toodyay · Trayning · Varley · Wagin · Walebing · Walgoolan · Wandering · Wannamal · Watheroo · Welbungin · West Dale · West Toodyay · Westonia · Wialki · Wickepin · Wilbinga · Williams · Wongan Hills · Woodridge · Wubin · Wundowie · Wyalkatchem · Yealering · Yelbeni · Yellowdine · Yilliminning · Yerecoin · York · Yorkrakine · Yornaning · Yoting · Youndegin